# Richard Dempsey
Richard Dempsey, född 16 maj 1973 i Welwyn Garden City i Hertfordshire, är en brittisk skådespelare. Dempsey är bland annat känd för rollen som Peter Pevensie i BBC-filmatiseringarna av C S Lewis Narnia-böcker.

## Filmografi i urval
- 1988 – Narnia: Häxan och lejonet (TV-serie)
- 1989 – Prins Caspian och skeppet Gryningen (TV-serie)
- 1993 – The Case-Book of Sherlock Holmes  (TV-serie)
- 1994 – Prince of Jutland
- 1997 – Crime Traveller (TV-serie)
- 1997 – Prinsen och livvakten (TV-film)
- 1998 – Barberaren i Sibirien
- 1999 – Röda nejlikan (Miniserie)
- 1999 – Aristokrater (Miniserie)
- 1999 – Fruar och döttrar (Miniserie)
- 2013 – Doc Martin (TV-serie)
- 2013 – Downton Abbey (TV-serie)
- 2019 – 1917
- 2013 – Dracula (TV-serie)